# Thynedale (Virginia)
Thynedale è un census-designated place (CDP) degli Stati Uniti d'America, situato nello stato della Virginia, nella contea di Mecklenburg. Secondo il censimento del 2020 gli abitanti di Thynedale ammontavano a 152.